# Sorgues
 Sorgues  es una población y comuna francesa, en la región de Provenza-Alpes-Costa Azul, departamento de Vaucluse, en el distrito de Aviñón y cantón de Bédarrides.
Está integrada en la Communauté de communes des Pays de Rhône et Ouvèze.

## Demografía
| 1 500 | 1 372 | 1 562 | 1 891 | 3 045 | 2 797 | 3 175 | 3 300 | 4 085 | 4 775 | 4 769 | 4 550 | 4 169 | 4 006 | 4 122 | 4 047 | 4 161 | 4 248 | 4 260 | 4 307 | 4 617 | 5 039 | 5 367 | 5 508 | 7 307 | 7 879 | 10 538 | 13 624 | 15 037 | 17 112 | 17 236 | 17 539 | 18 521 |
| Para los censos de 1962 a 1999 la población legal corresponde a la población sin duplicidades (Fuente: INSEE [Consultar]) |       |       |       |       |       |       |       |       |       |       |       |       |       |       |       |       |       |       |       |       |       |       |       |       |       |        |        |        |        |        |        |        |

Forma parte de la aglomeración urbana de Aviñón.